# 稚内市立稚内中央小学校
稚内市立稚内中央小学校（わっかないしりつわっかないちゅうおうしょうがっこう）は、北海道稚内市宝来4丁目にある公立小学校。同市中央・開運・宝来・恵比須・ノシャップ・富士見を校区とする。1966年に稚内小学校・稚内北小学校と統合し、現在に至る。
野寒布岬の約3km南に位置する。
開校当時は、全校児童2,500人を超え、北海道一のマンモス校（1学年あたり11クラス　67学級あった）であったが、人口の減少や少子化・市街地が南地区に移ったことにともない、現在はピーク時の1/15近くまでに減少している。

## 概要
- 学級数 - 7[1]
- 児童数 - 158 人(女子76人男子82人)（2024年11月7日現在）[1]
- 本務教員数 - 18[要出典]
- 本務職員数 - 4
- 校長 - 川原　修子[1]
- 学校給食 - あり

## 沿革
- 1966年（昭和41年）5月 - 開校[1]。
- 2015年（平成27年） - 創立50周年記念式典挙行[2]。

## 学校周辺
- 野寒布岬

## 交通
- 北海道旅客鉄道宗谷本線稚内駅前から宗谷バスの路線バス市内線「宝来4丁目」下車。所要5分